# Scarabaeus semipunctatus
Espèce
Scarabaeus semipunctatus est une espèce d'insectes coléoptères appartenant à la famille des Scarabaeidae. Comme les autres insectes du genre Scarabaeus, il est connu sous le nom commun de bousier, caractérisé par un régime alimentaire coprophage et l'habitude de construire des boulettes de fumier roulées puis enfouies dans des terriers.

## Description

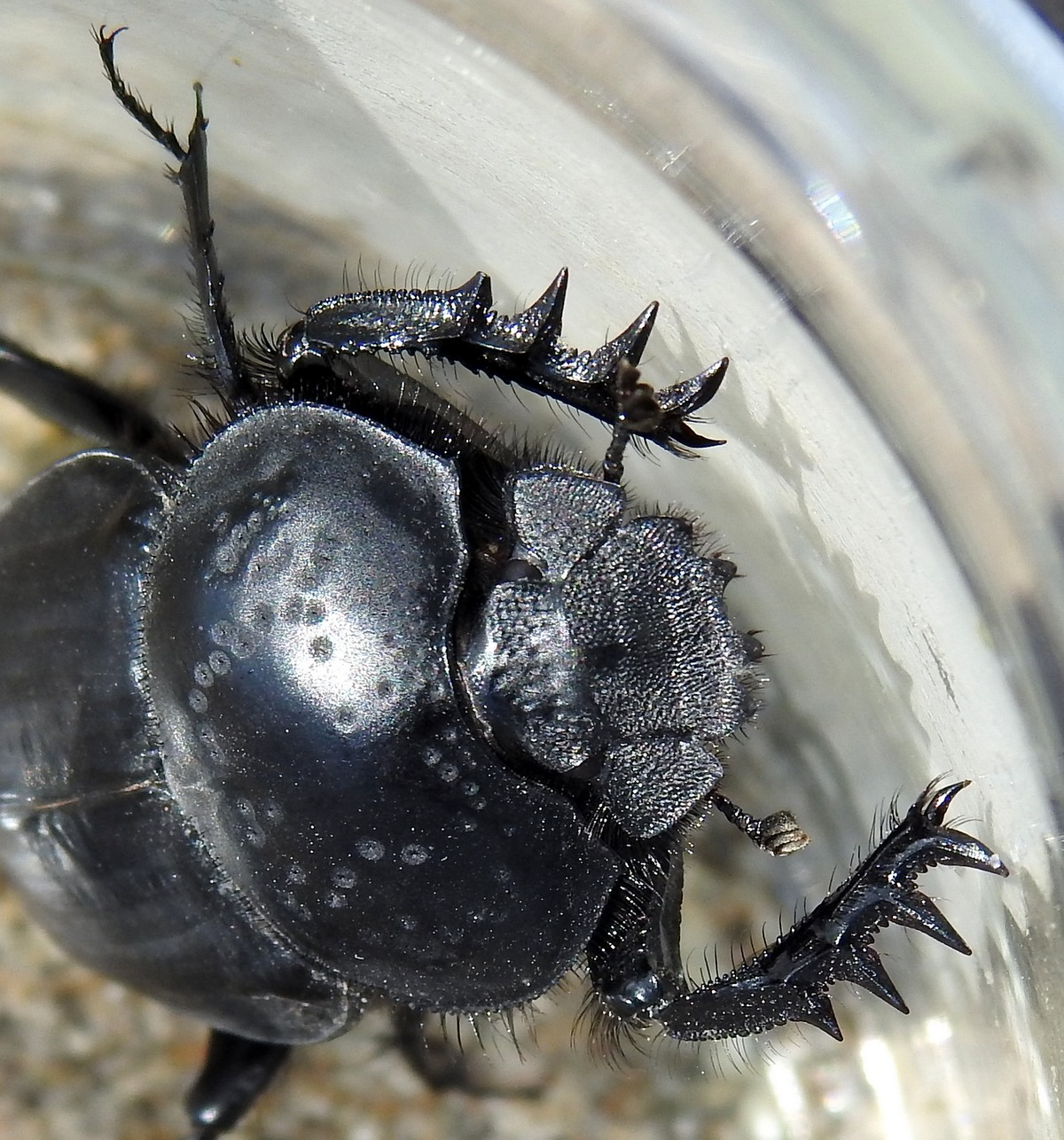
Détail de la tête et du pronotum.

Le corps d'un adulte est compact et robuste, long de 15 à 24 mm, de couleur noire. La morphologie, typique de la majorité des scarabées, est caractérisée par le développement de robustes dents triangulaires disposées en série sur le côté extérieur des pattes antérieures, ce qui leur permet de se déplacer facilement et de creuser des substrats meubles. Le thorax présente un système tégumentaire, toujours sous la forme de dents triangulaires, le bord avant du pronotum (sclérite de la face dorsale du prothorax) et une ponctuation  fovéolaire métanotum (sclérite de la face dorsale du métathorax).

## Habitat
C'est une espèce commune dans les pays autour de la Méditerranée, y compris l'Italie, le sud-est de la France, la Corse. Il se trouve dans les régions chaudes et ensoleillées (souvent sur sol meuble ou de sable), fréquentées par les animaux au pâturage. Il est actif pendant les heures chaudes de la journée, au cours de laquelle il se met en quête de nourriture composée d'excréments d'animaux, en particulier ceux des grands mammifères herbivores.
Le fumier est recourbé pour former une grande sphère que le coléoptère pousse, la faisant rouler vers son terrier, constitué d'un tunnel d'environ 50 cm de profondeur.

## Reproduction
La femelle dépose les œufs dans la boule de fumier, à l’intérieur de laquelle de développeront les larves.

## Source/références
- (it) Cet article est partiellement ou en totalité issu de l’article de Wikipédia en italien intitulé « Scarabaeus semipunctatus » (voir la liste des auteurs).